# 卡里·莱蒂宁
卡里·莱蒂宁（芬蘭語：Kari Laitinen，1964年4月9日—），芬兰男子冰球运动员。他在1985年开始冰球生涯，曾代表芬兰国家队参加1988年冬季奥林匹克运动会冰球比赛，获得一枚银牌。